# Людовіко Ейнауді
Людовіко Ейнауді (італ. Ludovico Maria Enrico Einaudi; 23 листопада 1955, Турин, Італія) — італійський композитор неокласичної музики та піаніст. Син відомого видавця Джуліо Ейнауді (італ. Gulio Einaudi) й онук другого президента Італії Луїджі Ейнауді (італ. Luigi Einaudi). Його твори поєднують класичні традиції з елементами поп-, рок-, фолк-музики й інших сучасних течій; вони наповнені образами, глибоко емоційні — це є основною причиною того, що Ейнауді на сьогодні є одним із найбільш поважних і популярних композиторів. За свою кар'єру Ейнауді написав музику для кількох фільмів, у тому числі «Це Англія». 2020 року його музика була використана у фільмах «Земля кочовиків» і «Батько».

## Кар'єра
1982 — Диплом композитора в Міланській консерваторії імені Джузеппе Верді.
1982 — Отримав стипендію для участі на фестивалі в Тенглвуді, США.
1982 — Продовжує навчання в Лучано Беріо.
1986 — Перебуває в пошуку індивідуального стилю.
1996 — Перший сольний альбом «Le Onde» стає найбільш продаваною платівкою у Великій Британії та Італії.
2002 — Отримав Італійську музичну премію за найкращу музику до фільму — «Luce Dei Miei Occhi».
2004 — Студія Universal Records випустила альбом «Una Mattina».
2006 — Композиції «Dietro Casa» і «Fuori dal Mondo» використано у серіалі «Це — Англія».
2007 — Студією Decca випущено альбом «Divenire».
2010 — Композиція "Nuvole bianche використано у фільмі «Астрал».
2011 — Композиції «Writing Poems», «L'Origine Nascosta,Fly», «Cache-Cache» і «Una Mattina» використано у фільмі «1+1».

## Найбільш відомі роботи
- Una Mattina (2004; фортепіано)
- Divenire (2007; фортепіано, струнний квартет)

## Альбоми
- Time Out (1988)
- Stanze (1992)
- Le Onde (1996)
- Eden Roc (1999)
- I Giorni (2001)
- Diario Mali (2003)
- Echoes: The Einaudi Collection (2004)
- La Scala Concert 03.03.03 (2004)
- Una Mattina (2004)
- Divenire (2007)
- Nightbook (2009)
- Islands (2011)
- In a Time Lapse (2013)
- Project Taranta (2015)
- Seven Days Walking (2019)
- 12 Songs From Home (2020)
- Einaudi Undiscovered (2020)
- Cinema (2021)

## Музика до фільмів (неповний список)
- Fuori Dal Mondo (1999)
- Alexandria (2001)
- Luce Dei Miei Occhi (2001)
- Le Parole Di Mio Padre (2002)
- «Доктор Живаго» (телесеріал, 2002)
- Sotto Falso Nome (2004)
- «Це — Англія» (2006)
- Трейлер до фільму «Читець» (англ. The Reader, 2008)
- Телесеріал «Зоряна брама: Всесвіт (Stargate: Universe)» (2010)
- Das Ende ist mein Anfang (2010)
- Black Swan (2010) — «Eros»
- «Недоторкані» (фр. Intouchables, 2011)
- The Cab Fare (2012)
- Toda una vida ¿y? (2012)
- «Самба» (фр. Samba, 2014)
- «Земля кочовиків» (2020)
- «Батько» (2020)

## Нагороди
- Нагороджений ступенем Офіцер Ордена «За заслуги перед Італійською Республікою», 26 травня 2005 року в Римі[1].
- Нагороджений ступенем Командор Ордена Мистецтв та літератури, 2013 року[3].

## Цікаві факти
- У 2007 році разом з відомим італійським співаком Адріано Челентано записав композицію «Hai bucato la mia vita» для його сорокового альбому, Dormi amore, la situazione non è buona.
- У комп'ютерній грі Bioshock Infinite як саундтрек була використана композиція Fly.